# Carcelia noumeensis
Carcelia noumeensis là một loài ruồi trong họ Tachinidae.